# Oscar Wood

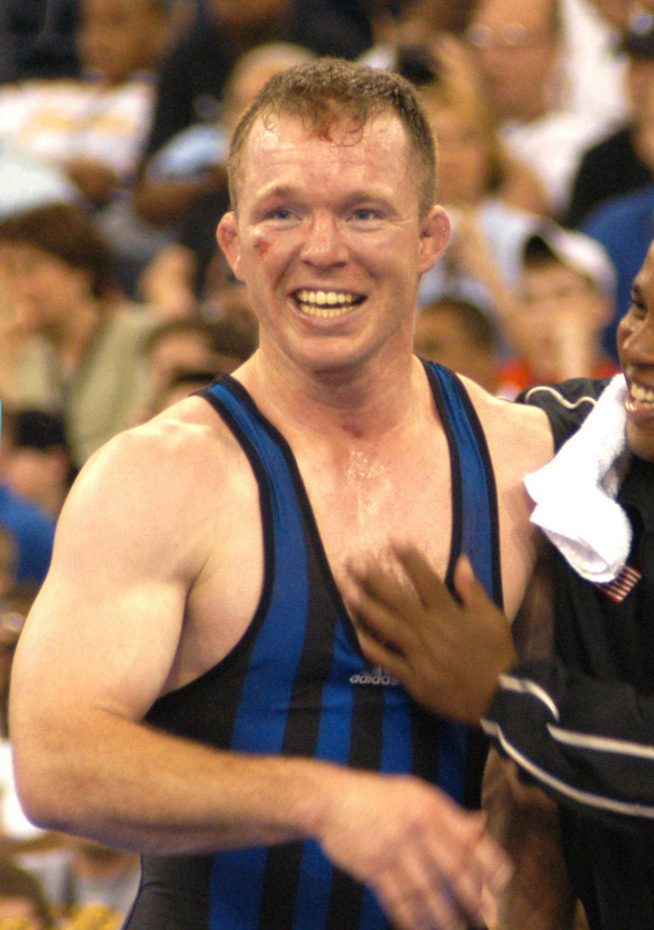
Oscar Wood, 2004

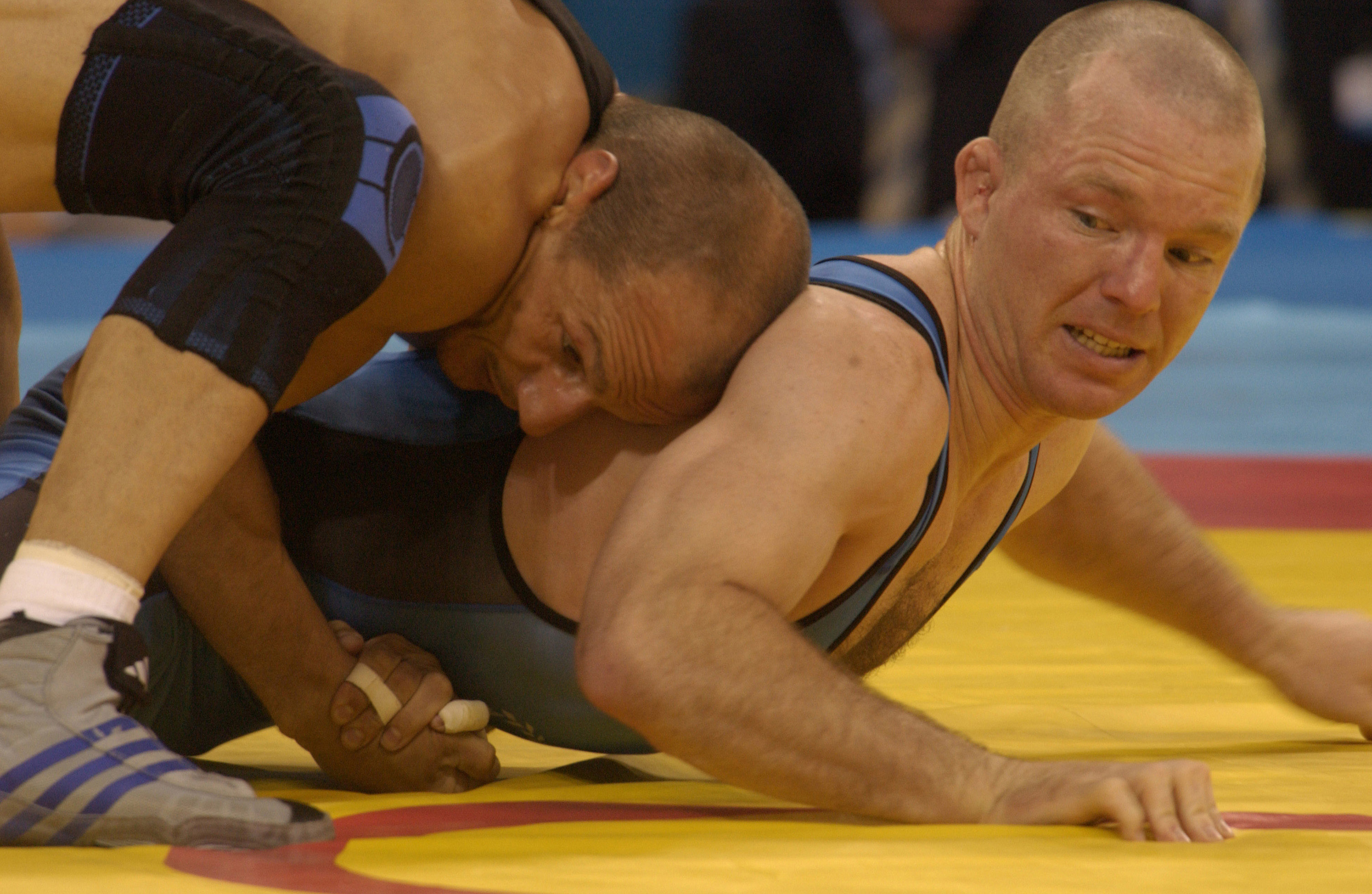
Oscar Wood (rechts) kämpft gegen Jannis Zamanduridis während der Olympischen Spiele 2004 in Athen

Oscar Wood (* 21. Juni 1975) ist ein US-amerikanischer Ringer des griechisch-römischen Stiles. Er ist 1,70 Meter groß und ringt beim U.S. Army Wrestling Club von Fort Carson. Beruflich ist Oscar Wood Sergeant bei der US-Armee.

## Erfolge
- 2003, 8. Platz, Militär-WM in Istanbul, unter 66 kg, u. a. hinter Elbrus Mammadow, Cebi Selcuk, Türkei und Eduard Kratz, Deutschland
- 2004, 12. Platz, OS in Athen, unter 66 kg, mit Niederlagen gegen Konstandinos Arkoudeas, Griechenland, Jannis Zamanduridis, Deutschland und Mkhitar Manukjan, Kasachstan